# ジョージ・K・アーサー
ジョージ・K・アーサー（George K. Arthur、1899年1月27日 - 1985年5月30日）は、イギリスの俳優。

## 概要
シェークスピアの舞台などでコミックな役を演じた。

## 出演作品
- オリバー・ツイスト
- 俺は渡り鳥
- ハリウッド・レヴィユー
- 恋人
- 剣侠時代
- 美人帝国
- お転婆キキー
- 夜の女
- 救ひを求むる人々

## 制作
- 外套
- 謎の訪問者